# Sucre (Mérida)
Sucre is een gemeente in de Venezolaanse staat Mérida. De gemeente telt 62.600 inwoners. De hoofdplaats is Lagunillas.